# Angeldom
Angeldom è il decimo album in studio di Alberto Fortis, pubblicato nel 2001.

## Descrizione
Angeldom è l'album che doveva segnare il grande ritorno di Alberto Fortis dopo sette anni da Dentro il giardino. Lo scopo di Fortis nell'album era quello di comporre un disco concept sul misticismo intrinseco agli angeli che per Fortis sono persone come Lennon, Gandhi e Kennedy, come dice nella canzone Queen Mary. In questo album ogni canzone rappresenta un aspetto di Fortis.

## I brani
In Sitar è trattata la tematica della solitudine e della amicizia solo con la propria anima.
In Lerò il mago c'è un attacco ai preti andati a male, alla religione priva di spiritualità che è trasformata in una frittata dal magico mago Lerò.
In Angeldom seguono canzoni di una struggente vena poetica come Hai ragione tu, che si rifà agli angeli di Wenders, alle persone che in un attimo possono cambiare l'esistenza umana.
Un altro pezzo degno di nota è La ragazza di Monument Valley, dove Fortis sembra ispirarsi a una presenza femminile fantastica immersa nello Utah e nelle sue montagne.
Tutte le altre canzoni ricalcano la tematica dell'innaturale con una leggerezza che fa apparire l'interiorità attualissima con delle parole e dei suoni molto virtuali, molto poco naturali, intrinseci nell'Angeldom.

## Tracce
Testi e musiche di Alberto Fortis
1. Sitar – 3:58
2. Cercherò Di Te – 4:41
3. I Feel Fine – 4:42
4. Oicsevor A Otarp Nu – 4:03
5. Vorrei Che Fossi Tu – 5:07
6. Ma Che Vuoi – 2:35
7. Hai Ragione Tu – 5:17
8. Lerò Il Mago – 4:04
9. La Ragazza Di Monument Valley – 4:29
10. Celestion – 0:40
11. Sapere Volare – 4:51
12. Indian Butterfly – 0:32
13. Queen Mary – 3:54